# مادة مرجعية معتمدة
المادة المرجعية المعتمدة (مرادفات) (اختصاراً CRM) هي مواد ذات خواص محددة تستخدم في عمليات القياس من أجل ضبط جودة المنتجات. تكون هذه المواد المرجعية مرفقة بشهادة موثقة صادرة عن جهة معتمدة مخولة.
تستخدم المواد المرجعية أيضاً من أجل التثبت من صلاحية طرائق القياس التحليلية وكذلك من أجل معايرة الأجهزة.